# Szczygle (rejon jaworowski)
Szczygle (ukr. Щиглі, Szczyhli) – wieś na Ukrainie, w rejonie jaworowskim obwodu lwowskiego.

## Historia
Dawniej przynależne administracyjnie do gminy Ożomla Mała (powiat jaworowski) w województwie lwowskim.